# Lago Upemba
El lago Upemba (del francés: Lac Upemba) es un lago africano localizado en el territorio de Bukama, en el distrito de Alto Lomami de la provincia de Katanga, en la República Democrática del Congo.  Está en la cuenca alta del río Congo, en la parte central de la depresión del Upemba, una cubeta pantanosa formada por el río Lualaba (el nombre del curso alto del Congo) que ha creado una cincuentena más de lagos. Tiene una superficie de 530 km², con una longitud de 38 km y un ancho máximo de 23,5 km.
El lago está incluido en el área protegida como Parque nacional Upemba. La ciudad más próxima es Nyonga y el hospital más cercano se encuentra a cuatro horas de distancia, en Kikondja.
El lago está rodeado por otros lagos más pequeños: al suroeste, el lago Mulenda; al noroeste, el pequeño lago Kapondwe; al norte, en sucesión, el Kayumba, el Lunda y el lago Kisale, de 300 km², el mayor de la zona tras el Upemba.
La población local está constituida principalmente por lubas, que se dedican a la actividad de la pesca. Las aguas superficiales del lago y la presión demográfica han provocado una disminución importante en las condiciones ambientales del lago.
Las islas flotantes en el lago, como la isla Mitala, son también el sitio de un asentamiento informal de refugiados, resultado de los combates entre los rebeldes Mai-Mai  y las tropas gubernamentales desde 2006.